# Richard Ewald

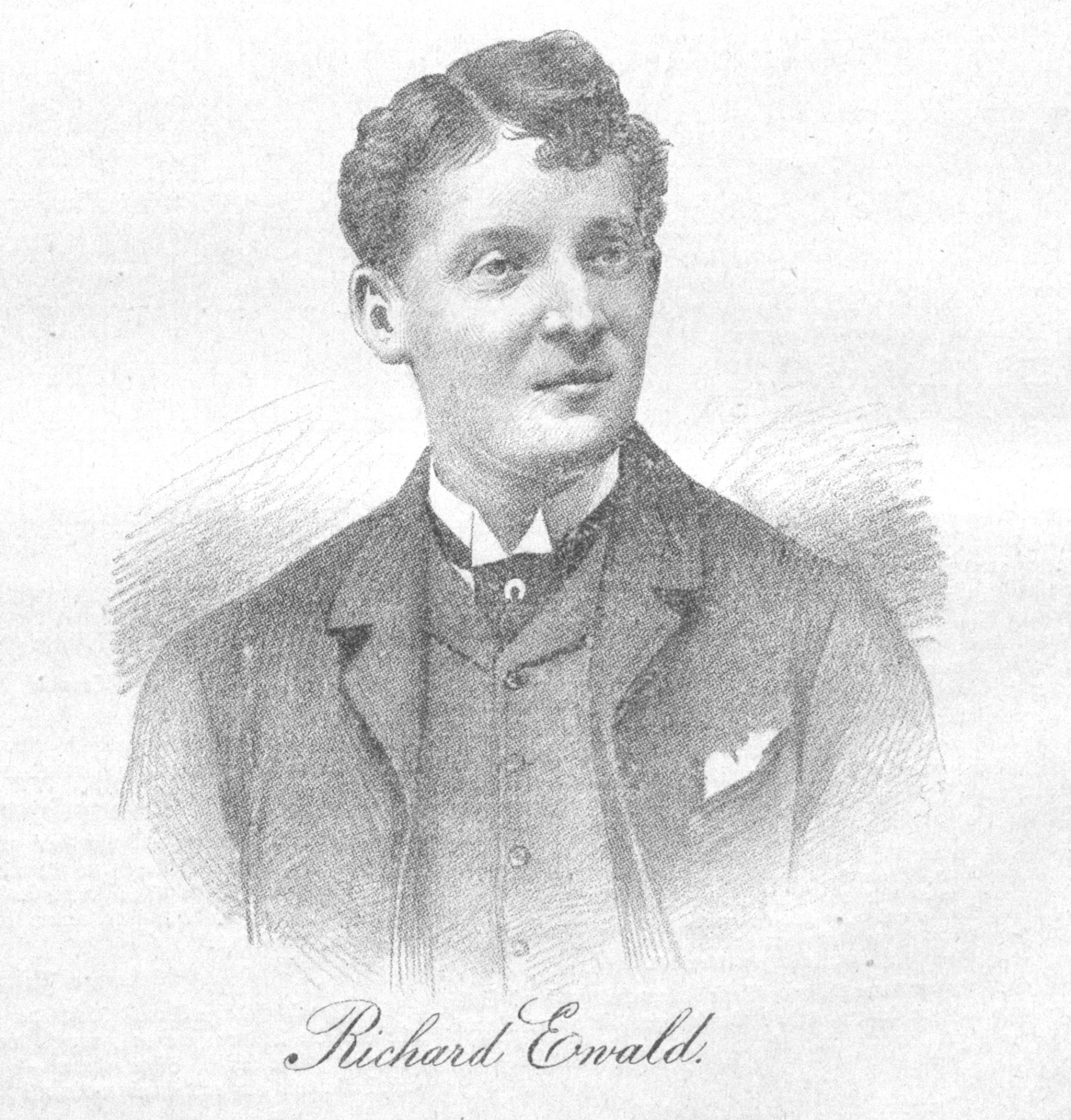
Richard Ewald im Jahre 1889

Richard Ewald, eigentlich Richard Krizek (16. Dezember 1851 in Brünn, Mähren – nach 1903) war ein deutscher Theaterschauspieler, Sänger (Tenor/Bariton) und Theaterregisseur.

## Leben
Ewald, der Sohn eines mährischen Uhrenfabrikanten, hatte wiederholt in Vereinen Couplets gesungen, komische Vorstellungen gehalten und sich an Dilettantenvorstellungen beteiligt, als Rudolf Tyrolt auf das Talent des jungen Mannes aufmerksam wurde und ihm riet, sich der Bühne zuzuwenden.
Ewald fand zuerst als Chortenor und für kleine Rollen Engagement in Bieliz-Biala 1872, wo ihm bereits nach drei Monaten erste Operettenpartien zugeteilt wurden, brachte hierauf mehrere Jahre an deutschen und österreichischen Provinzbühnen zu und kam 1888 nach Graz. Dann folgten Brünn (1899), Theater in der Josefstadt (1891–1892), Berlin, Friedrich-Wilhelmstädtisches-Theater (1893), Hamburg (1894), München, Gärtnerplatztheater (1895–1896), Berlin, Thaliatheater (1897–1899), Theater an der Wien (1900), Magdeburg (1901). In diesem Jahre wurde er für das Stadttheater in Stettin verpflichtet. Von 1902 bis 1903 war er erneut in München tätig.
Ewald wirkte auch als Regisseur.
Sein Lebensweg nach 1903 ist unbekannt.